# Bataillon der Verlorenen
Bataillon der Verlorenen, italienisch Uomini contro, ist ein Antikriegsfilm, der zur Zeit des Ersten Weltkriegs 1916 an der österreichisch-italienischen Gebirgsfront spielt. Der Film stellt die Vorgänge auf der italienischen Seite dar. Der Regisseur und Autor Francesco Rosi ist durch seine sozialkritischen Filme bekannt. 

## Handlung
Im Ersten Weltkrieg verteidigen sich die österreichisch-ungarischen Truppen an der Alpenfront gegen die angreifenden Italiener, angeführt von General Leone. Die Österreicher haben sich fast uneinnehmbar auf dem fast 2000 Meter hohen Berg Monte Fior verschanzt. Unter permanentem Maschinengewehrbeschuss treibt General Leone seine Soldaten unbarmherzig vorwärts, um die Stellung des Feindes zu erobern. Als einer von Leutnant Ottolenghis Soldaten einen Befehl nicht so ausführt, wie der General es befohlen hatte, soll er dafür hingerichtet werden. Da dem Soldaten aber eigentlich nichts vorzuwerfen ist und ihn keine direkte Schuld trifft, erscheint Ottolenghi der Befehl unsinnig und grausam. Er fingiert eine Erschießung und rettet so dem Mann das Leben. Da es aus dem letzten Gefecht genug tote Soldaten gibt, präsentiert Ottolenghi dem General einfach einen solchen als das Exekutionsopfer.
Zur Division des Generals stößt das Bataillon von Leutnant Sassu. Er zählt zu jenen Patrioten, die sich freiwillig für die Front gemeldet haben, und nun lernt er nicht nur den Krieg in all seiner Grausamkeit kennen, sondern auch den machtbesessenen General. Leone ist fest entschlossen, den Monte Fior zurückzuerobern, und opfert dafür tausende Soldaten. Für ihn hat der Berggipfel eine große strategische Bedeutung, weswegen er alles daran setzt, die Festung einzunehmen, auch wenn dies einem Selbstmordkommando gleichkommt. Doch so sehr er sich auch bemüht, es will ihm nicht gelingen. Er hat der Artillerie des Feindes nur sein Fußvolk entgegenzusetzen, was den Kampf aussichtslos macht. Einige der Soldaten beginnen zu rebellieren und werfen ihre Gewehre ins Feuer. Zwar stellt sich der Idealist Sassu auf ihre Seite, fordert aber auch von ihnen Besonnenheit. Allerdings kann er die Erschießung der führenden Meuterer nicht verhindern.
General Leone versucht bei einem erneuten Angriff gegen die Österreicher, die Soldaten in der vorderen Front mit einer Metallrüstung zu schützen. Doch die Männer sind nur kurze Zeit geschützt. Sie und auch ihre Hintermänner fallen unweigerlich durch den permanenten Beschuss durch die Maschinengewehre der Gegner. Sassu, der nichts dagegen tun kann, dass seine Soldaten dahingemetzelt werden, zweifelt mehr und mehr an der Kompetenz seines Vorgesetzten. Um dem ganzen ein Ende zu machen, versucht er, den General in eine Falle zu locken. Dazu führt er ihn zur Schießscharte 14. Diese liegt im Augenmerk eines sehr guten österreichischen Scharfschützen der, sobald ein Soldat die Schießscharte 14 öffnet, sehr schnell und präzise diesen erschießt. Ausgerechnet als der General durch diese Schießscharte blickt, ist der sonst so verlässliche österreichische Scharfschütze nicht auf seinem Posten.
Allmählich kehrt der Winter ein, und Kälte und Schnee bestimmt die österreichisch-italienischen Gebirgsfront. Die meisten Soldaten sind völlig demoralisiert. Noch bevor die lang ersehnte Verstärkung durch Artilleriegeschütze eintrifft, greifen die Österreicher massiv an. Die Italiener können sich nur noch in ihre Unterstände zurückziehen und hoffen, verschont zu werden. 
Bei einer erneuten Meuterei versucht Leutnant Sassu, Soldaten vor dem sinnlosen Tod zu retten, und verweigert den Befehl seines Vorgesetzten Major Malchiodi, ausgewählte Männer zu erschießen. Im folgenden Tumult wird der Major von einem Soldaten getötet. Für diese Disziplinlosigkeit seines Bataillons und die Unterstützung der Meuterer muss sich Sassu vor General Leone verantworten, der ihn daraufhin exekutieren lässt.

## Analyse
Einem marxistischen Schema folgend (der Film entstand 1970 noch während des Vietnamkriegs und kurz nach „1968“) stellen die Generäle die herrschende Klasse dar; die einfachen Soldaten sind sozusagen die Unterklasse, während die Offiziere die intellektuelle Mittelschicht bilden, die anfangs überzeugt den Generälen folgen, dann die Wahrheit über den Krieg erkennen und die Soldaten gegen ihre Generäle anführen wollen, um so dem Wahnsinn ein Ende zu bereiten. Das ist jedoch leichter gesagt als getan, denn, wie Karl Marx feststellte: Die Ideen der herrschenden Klasse sind die herrschenden Ideen. Am Schluss haben die Generäle wieder alles unter Kontrolle, gegen die Soldaten wird ein blutiges Strafgericht gehalten, die linksgewendeten Offiziere kommen etwas vornehmer vor ein Kriegsgericht und werden standrechtlich erschossen.
Kritisch kann man dem Film das kautskyanische Revolutionsschema vorhalten, wonach die einfachen Menschen unfähig sind, die Verhältnisse zu ändern, und Intellektuelle benötigen, die sie aufklären. Im Film scheitern allerdings die Mittelschicht-Offiziere kläglich, gegen die abgefeimten Generäle haben sie keine Chance. Bemerkenswert ist auch, dass die Generäle in Verteidigung ihrer Macht durchaus auch einen dreisten Mut zeigen. In einer Schlüsselszene steigt ein General aus dem Schützengraben, die feindlichen Kugeln pfeifen heran, ohne ihn allerdings zu treffen. Nach kurzer Zeit steigt er wieder zurück in den Schützengraben und fragt: „Welcher Soldat will dem mutigen Beispiel seines Generals folgen?“ Ein junger Soldat meldet sich. Vergeblich reden die Offiziere auf ihn ein: „Die österreichischen Scharfschützen haben jetzt nachkorrigiert, du bist in Lebensgefahr!“ Tatsächlich wird der Soldat nach kurzer Zeit tödlich getroffen. Seine Kameraden stecken dem Sterbenden noch nach antikem Brauch eine Münze zwischen die Zähne, damit er die Überfahrt über den Todesfluss Styx bezahlen kann.
Des Weiteren wird die Sinnlosigkeit eines Frontalangriffes gegen Maschinengewehre dargestellt; einige italienische Soldaten werden mit Brewster-Rüstungen ausgestattet – zu denen der General anmerkt, sie sähen wie römische Legionäre aus – und werden beim Angriff niedergemäht.
Auch als die Soldaten schließlich doch meutern und einige hohe Offiziere töten, stellt sich der General „mutig“ vor die Mannschaften, hält eine Rede mit falschen Versprechungen und Lügen und kann so die Lage für die Herrschenden retten. Der Aufstand ist gescheitert, das Strafgericht, die Dezimierung, beginnt.
Insgesamt handelt es sich nicht um einen jener so genannten Antikriegsfilme, die letztlich doch der Faszination des Krieges erliegen. Kritik am Krieg wird mit Gesellschaftskritik und politischer Kritik verbunden und so der Gefahr begegnet, doch nur einen weiteren spannenden Abenteuerfilm zu bringen.

## Literarische Grundlage
Dem Film liegt der Roman von Emilio Lussu Un anno sull’Altipiano (dt. „Ein Jahr auf der Hochebene“) zugrunde, der 1938 im Exil in Paris erstmals veröffentlicht wurde. Zwischen der literarischen Grundlage und dem Film existieren neben Übereinstimmungen (z. B. Angriff der gepanzerten Soldaten) auch deutliche Unterschiede, die die politische Aussage des Films verstärken. Im Film, beispielsweise,
- steht der General nicht außerhalb des Grabens, sondern im Graben auf einer Unterlage, um besser beobachten zu können. Der es ihm nachmachende Soldat wird nicht getötet, sondern durch einen Brustschuss verwundet und überlebt. Folglich wird dem Soldaten keine Münze zwischen die Zähne gesteckt, sondern der General schenkt ihm eine Silberlira, um seine Tapferkeit zu belohnen.[1]
- Ebenso töten die meuternden Soldaten keine hohen Offiziere,
- wird die Dezimierung nicht von den Generalen, sondern durch den vom Artilleriebeschuss irrsinnig gewordenen Major und Bataillonskommandeur ad hoc aus nichtigem Anlass heraus und damit rechtswidrig angeordnet. Wochen zuvor hatte derselbe Major meuternde Kompanien seines Bataillons auf dieselbe Weise bestrafen wollen und dies förmlich auf dem Dienstwege bei seinen Vorgesetzten beantragt, was ihm jedoch untersagt worden war.[2]
- Des Weiteren findet eine Dezimierung nicht statt. Das Exekutionskommando feuert über die Köpfe der Verurteilten hinweg. Der irrsinnige Major beginnt daraufhin selbst, mit seiner Pistole Soldaten hinzurichten. Nachdem er bereits drei Mann getötet hat, erschießt ihn das Exekutionskommando quasi in Notwehr.[3]

## Kritik
Das Lexikon des internationalen Films wertete: Der Film biete „[k]eine spektakuläre Schlachtenmalerei, vielmehr – anhand einer authentischen Episode aus dem Ersten Weltkrieg – eine scharfe und parteiliche Analyse der Militärhierarchie als Spiegel gesellschaftlicher Machtverhältnisse, verbunden mit der Aufforderung zur Solidarität der Soldaten gegen die Unmenschlichkeit der Führer. Rosis erste und einzige Großproduktion, die dennoch in ihrer konsequenten moralischen Haltung fast intimen Charakter besitzt.“
Cinema urteilte: „Francesco Rosis Epos über den Stellungskrieg in den Dolomiten enthält Kampfszenen, die auch einem Steven Spielberg (Der Soldat James Ryan) imponieren würden.“ „Fazit: Bildgewaltiges Antikriegsdrama.“